# Трамбівка
Трамбівка — пристрій, знаряддя, машина для трамбування. Трамбівки використовують для ущільнення сипких матеріалів, бетону вручну.
Трамбівка використовувалася ще в давнину. Ось як описує трамбівку Георг Агрікола у своїй роботі «Про гірничу справу та металургію» (De Re Metallica, 1556 рік):
| Головка трамбівки – кругла, довжина її – ¾ фута, ширина внизу – ½ фута, догори вона звужується. Рукоятку довжиною 3 фута у місці з'єднання з головкою обмотують залізною смугою...... Головки цих трамбівок мають ширину ¼ фута, товщину 2 пальця і висоту 1 фут. Трамбівки забезпечені рукоятками округленої форми довжиною 3 фути і приблизно на 1½ пальця вужчі, ніж головки. Головка і рукоятка виготовляються з одного шматка дерева. |